# Luge nos Jogos Olímpicos de Inverno de 2018 - Revezamento por equipes
A prova de revezamento por equipes do luge nos Jogos Olímpicos de Inverno de 2018 foi disputada no Centro de Deslizamento Olímpico, em Daegwallyeong-myeon, PyeongChang, em 15 de fevereiro.

## Medalhistas
|  | GER Alemanha                                                    |  | CAN Canadá                                            |  | AUT Áustria                                                 |
|  | Natalie Geisenberger Johannes Ludwig Tobias Wendl / Tobias Arlt |  | Alex Gough Samuel Edney Tristan Walker / Justin Snith |  | Madeleine Egle David Gleirscher Peter Penz / Georg Fischler |

## Resultados
| Pos.              | Bib            | Atletas                                                                 | País                            | Feminino | Masculino | Duplas | Total    | Diferença |
| ----------------- | -------------- | ----------------------------------------------------------------------- | ------------------------------- | -------- | --------- | ------ | -------- | --------- |
| Medalha de ouro   | 13–1 13–2 13–3 | Natalie Geisenberger Johannes Ludwig Tobias Wendl / Tobias Arlt         | GER Alemanha                    | 46.870   | 48.822    | 48.825 | 2:24.517 | —         |
| Medalha de prata  | 11–1 11–2 11–3 | Alex Gough Samuel Edney Tristan Walker / Justin Snith                   | CAN Canadá                      | 47.099   | 48.820    | 48.953 | 2:24.872 | +0.355    |
| Medalha de bronze | 12–1 12–2 12–3 | Madeleine Egle David Gleirscher Peter Penz / Georg Fischler             | AUT Áustria                     | 47.122   | 48.758    | 49.108 | 2:24.988 | +0.471    |
| 4                 | 10–1 10–2 10–3 | Summer Britcher Chris Mazdzer Matthew Mortensen / Jayson Terdiman       | USA Estados Unidos              | 47.266   | 48.660    | 49.165 | 2:25.091 | +0.574    |
| 5                 | 9–1 9–2 9–3    | Andrea Vötter Dominik Fischnaller Ivan Nagler / Fabian Malleier         | ITA Itália                      | 47.078   | 48.827    | 49.188 | 2:25.093 | +0.576    |
| 6                 | 8–1 8–2 8–3    | Ulla Zirne Kristers Aparjods Andris Šics / Juris Šics                   | LAT Letônia                     | 47.369   | 48.891    | 49.055 | 2:25.315 | +0.798    |
| 7                 | 7–1 7–2 7–3    | Ekaterina Baturina Roman Repilov Alexander Denisyev / Vladislav Antonov | OAR Atletas Olímpicos da Rússia | 47.523   | 48.615    | 49.211 | 2:25.349 | +0.832    |
| 8                 | 5–1 5–2 5–3    | Ewa Kuls-Kusyk Maciej Kurowski Wojciech Chmielewski / Jakub Kowalewski  | POL Polônia                     | 47.711   | 49.134    | 49.568 | 2:26.413 | +1.896    |
| 9                 | 6–1 6–2 6–3    | Aileen Frisch Lim Nam-kyu Park Jin-yong / Cho Jung-myung                | KOR Coreia do Sul               | 47.211   | 49.854    | 49.478 | 2:26.543 | +2.026    |
| 10                | 4–1 4–2 4–3    | Raluca Strămăturaru Valentin Crețu Cosmin Atodiresei / Ştefan Musei     | ROU Romênia                     | 47.097   | 49.609    | 50.138 | 2:26.844 | +2.327    |
| 11                | 2–1 2–2 2–3    | Katarina Šimoňáková Jozef Ninis Marek Solčanský / Karol Stuchlák        | SVK Eslováquia                  | 48.032   | 49.326    | 49.635 | 2:26.993 | +2.476    |
| 12                | 3–1 3–2 3–3    | Tereza Nosková Ondřej Hyman Lukáš Brož / Antonín Brož                   | CZE República Checa             | 48.238   | 49.178    | 49.645 | 2:27.061 | +2.544    |
| 13                | 1–1 1–2 1–3    | Olena Shkhumova Anton Dukach Oleksandr Obolonchyk / Roman Zakharkiv     | UKR Ucrânia                     | 51.503   | 49.135    | 50.365 | 2:31.003 | +6.486    |

Legenda
| Recorde mundial      | Recorde mundial (World record)               |                       | Recorde africano                      | Recorde africano (African) |                                           | Q | Classificado por posição (Qualified) |
| Recorde olímpico     | Recorde olímpico (Olympic record)            | Recorde da América    | Recorde da América (Americas)         | q                          | Classificado por melhor tempo (Qualified) |   |                                      |
| Melhor marca do ano  | Melhor marca do ano (World leading)          | Recorde asiático      | Recorde asiático (Asian)              | DNS                        | Não largou (Did not start)                |   |                                      |
| Recorde nacional     | Recorde nacional (National record)           | Recorde europeu       | Recorde europeu (European)            | DNF                        | Não terminou (Did not finish)             |   |                                      |
| Recorde pessoal      | Recorde pessoal do atleta (Personal best)    | Recorde da Oceania    | Recorde da Oceania (Oceania)          | DSQ / DQ                   | Desclassificado (Disqualified)            |   |                                      |
| Recorde da temporada | Recorde da temporada do atleta (Season best) | Recorde sul-americano | Recorde sul-americano (South America) | NM                         | Sem marca (No mark)                       |   |                                      |